# Splijtstof
Met splijtstof wordt de grondstof voor springstoffen in kernwapens of voor de opwekking van kernenergie bedoeld, voor zover die wordt opgewekt door middel van kernsplijting.
Splijtstoffen bevatten zware, instabiele atoomkernen die zich bij de kernsplijting relatief makkelijk laten delen in twee of meer lichtere kernen. Hierbij komt energie in de vorm van warmte vrij. Een veel gebruikte splijtstof in kerncentrales is (verrijkt) uranium. Deze grondstof wordt onder ander gewonnen uit uraniumerts in landen als Canada, Australië en Kazachstan. Bij het bestralen  van natuurlijk of verrijkt uranium wordt een deel van het uranium-238 omgezet in plutonium-239. Dit is op zichzelf ook weer een splijtstof.